# 相生発電所
相生発電所（あいおいはつでんしょ）は、兵庫県相生市相生字柳山5315-46にある関西電力の天然ガス・石油火力発電所。

## 概要
1979年11月1日に新設工事が着工し、1982年9月に1号機が運転を開始、3号機までが建設された。相生湾に面しており、相生港内にある。毎年3月下旬に構内を開放して「ふれあいつばきまつり」を開催している。
石油火力発電所であるため原油高の影響を受けやすいほか、不況による電力需要の伸び悩みなどにより各号機とも長期計画停止されたこともある。しかし、2011年の東日本大震災後は運転停止となった原発の電力を補うため一時的に稼働率が引き上げられた。
2016年度から、1、3号機にて安価で環境性に優れる天然ガスを大阪ガスからの供給を受けて利用するため、定期検査に合わせて設備の改造工事を実施。2016年5月2日に1号機、同年8月19日に3号機が天然ガスを利用した運転を開始した。しかし、2021年度の稼働率は10%を下回る水準となり、2022年8月現在、1号機と3号機は運転を停止している。
1号機と3号機については、運転開始から約40年が経過しており、2023年3月末で廃止すると発表された。
一方、2号機については木質バイオマスへの転換が進められている。2017年4月5日には2号機において燃料を木質バイオマスに変更するために、三菱商事パワー株式会社と共同で「相生バイオエナジー株式会社」を設立された。2号機については運転を休止して木質バイオマスに転換するための改造が行われており、2023年1月に運転開始となる予定である。

## 発電設備
- 総出力：112.5万kW[6]

1号機（廃止）
定格出力：37.5万kW
使用燃料：天然ガス、原油、重油
営業運転開始：1982年（昭和57年）9月3日
天然ガス運転開始：2016年（平成28年）5月2日
廃止：2023年3月31日
2号機（相生バイオエナジー株式会社へ 事業承継）
定格出力：37.5万kW→20万kw
使用燃料：原油、重油→木質バイオマス
営業運転開始：1982年（昭和57年）11月12日
バイオマス発電開始：2023年3月24日

3号機（廃止）
定格出力：37.5万kW
使用燃料：天然ガス、原油、重油
営業運転開始：1983年（昭和58年）1月28日
天然ガス運転開始：2016年（平成28年）8月19日
廃止2023年3月31日